# Cophanta occidentalis
Cophanta occidentalis är en fjärilsart som beskrevs av George Francis Hampson 1910. Cophanta occidentalis ingår i släktet Cophanta och familjen nattflyn. Inga underarter finns listade i Catalogue of Life.